# Tenzin Palmo

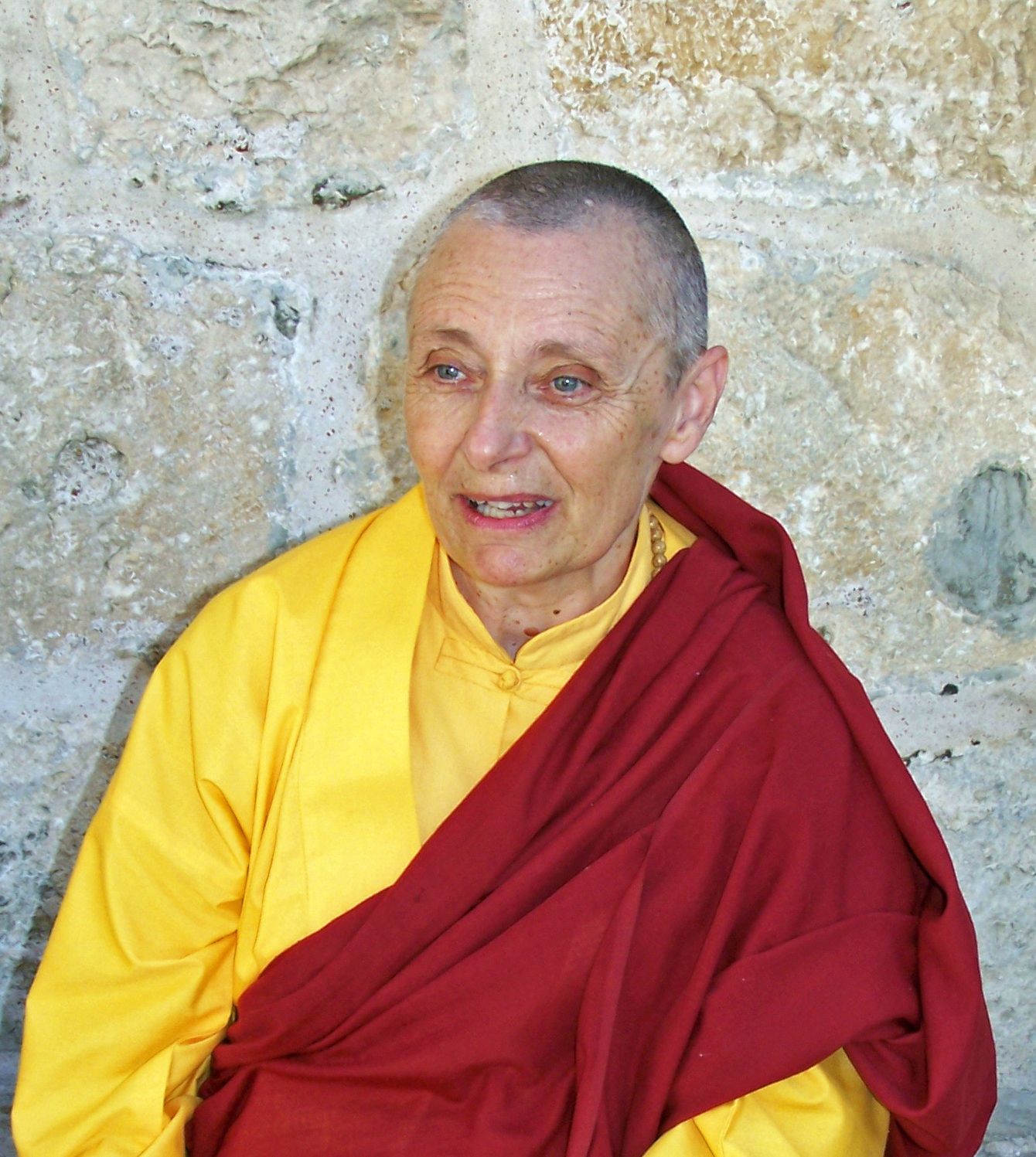

Jetsunma Tenzin Palmo (geboren am 30. Juni 1943 als Diane Perry in Hertfordshire in England) ist eine britische buddhistische Nonne in der Kagyü-Tradition des tibetischen Buddhismus.

## Leben
Diane Perry wuchs in London auf, wo sie in ihrer Jugend erste Erfahrungen mit dem Buddhismus machte. 1964 reiste sie auf der Suche nach ihrem spirituellen Weg nach Indien und begegnete dort Khamtrül Rinpoche aus der Drukpa Linie, der zu ihrem Guru wurde. Sie blieb sechs Jahre im Khampagar-Kloster in Tashi Jong in Himachal Pradesh, Indien. Als eine der ersten abendländischen Frauen erhielt sie die vollständige Ordination zur tibetisch-buddhistischen Nonne und lebt seit dieser Zeit unter dem Namen Tenzin Palmo. Khamtrül Rinpoche sandte sie in ein kleines Kloster in Lahaul. Die dort erlebte Benachteiligung der Frauen in buddhistischen Klöstern beschrieb sie später mit den Worten „Als ich in dem kleinen Kloster in Lahaul lebte, musste ich erkennen, dass Nonnen keine Gelegenheit zum Studium bekamen und keinen Zugang zu höheren Erkenntnissen hatten, egal wie intelligent und hingebungsvoll sie auch waren. Das machte mich äußerst traurig, denn die Mönche erhielten alle Belehrungen und konnten sich zurückziehen. Nonnen hingegen wurden einfach übersehen und als Dienstboten behandelt.“

### Rückzug
1976 entschloss sie sich, zur Vertiefung ihrer spirituellen Praxis in größtmöglicher Abgeschiedenheit zu meditieren und lebte zwölf Jahre in einer Gebirgshöhle an der Grenze zwischen Himachal Pradesh und Tibet. Die Höhle hatte eine Breite von etwa drei Meter und einer Tiefe von nicht einmal zwei Metern. Sie versorgte sich selbst und praktizierte gemäß den buddhistischen Regeln unter teilweise extremen Bedingungen, etwa durch die Praxis, nur drei Stunden in der Nacht im Sitzen zu schlafen, aber auch bei extremen Witterungsbedingungen von minus 35 °C auszuharren.

### Aktivitäten
1988 beendete sie ihren Retreat, verließ Indien und ließ sich in Italien nieder, wo sie in buddhistischen Zentren lehrte. Die selbst erfahrene Ungleichheit von Männern und Frauen im Zugang zu den buddhistischen Lehren sowie die von ihrem Lehrer mehrfach geäußerte Bitte, führte zu dem Vorhaben der Gründung eines Nonnenklosters, worin sie von den Lamas des Khampagar Klosters unterstützt wurde. Nach umfangreichen Vorbereitungen gründete sie 2000 das Nonnenkloster Dongyu Gatsal Ling in Himachal Pradesh. Inzwischen leben, praktizieren und lehren dort 57 buddhische Nonnen (Stand 2016). Das Kloster bietet Kurse in buddhistischer Philosophie, Einführungen in die Meditation, aber auch tibetische und englische Sprachkurse an, sowie die Möglichkeit von Retreats für Gäste.

## Bedeutung
2008 verlieh ihr Jigme Pema Wangchen in Druk Amitabha Mountain in Katmandu den Titel Jetsunma (Ehrwürdige Meisterin) in Anerkennung ihrer eigenen spirituellen Erfahrungen und ihrer Errungenschaften für die Frauen im tibetischen Buddhismus.
Jetsunma Tenzin Palmo hat zum einen eine wichtige Bedeutung im Hinblick auf die Emanzipation von Frauen im Buddhismus, vor allem im Hinblick auf den Zugang zu den Lehren und die Entwicklung einer weiblichen Spiritualität. Zum anderen spielt sie eine wichtige Rolle in der Vermittlung buddhistischer Praxis und Lehre in den westlichen Ländern. Sie lehrt in europäischen und amerikanischen buddhistischen Zentren und gibt Einführungen in die buddhistische Meditationspraxis.

## Schriften in deutscher Sprache
- Weibliche Weisheit vom Dach der Welt. Arbor-Verlag, Freiburg 3. Auflage 2007, ISBN 978-3-936855-04-3
- Lebendige Lehren für unsere Zeit. Edition Steinrich, Berlin 2010, ISBN 978-3-942085-03-8
- Ins Herz des Lebens: Hilfreiche Unterweisungen für unseren Alltag. Theseus in J.Kamphausen, Bielefeld 2012, ISBN 978-3-89901-467-9